# Ahmed Sékou Touré

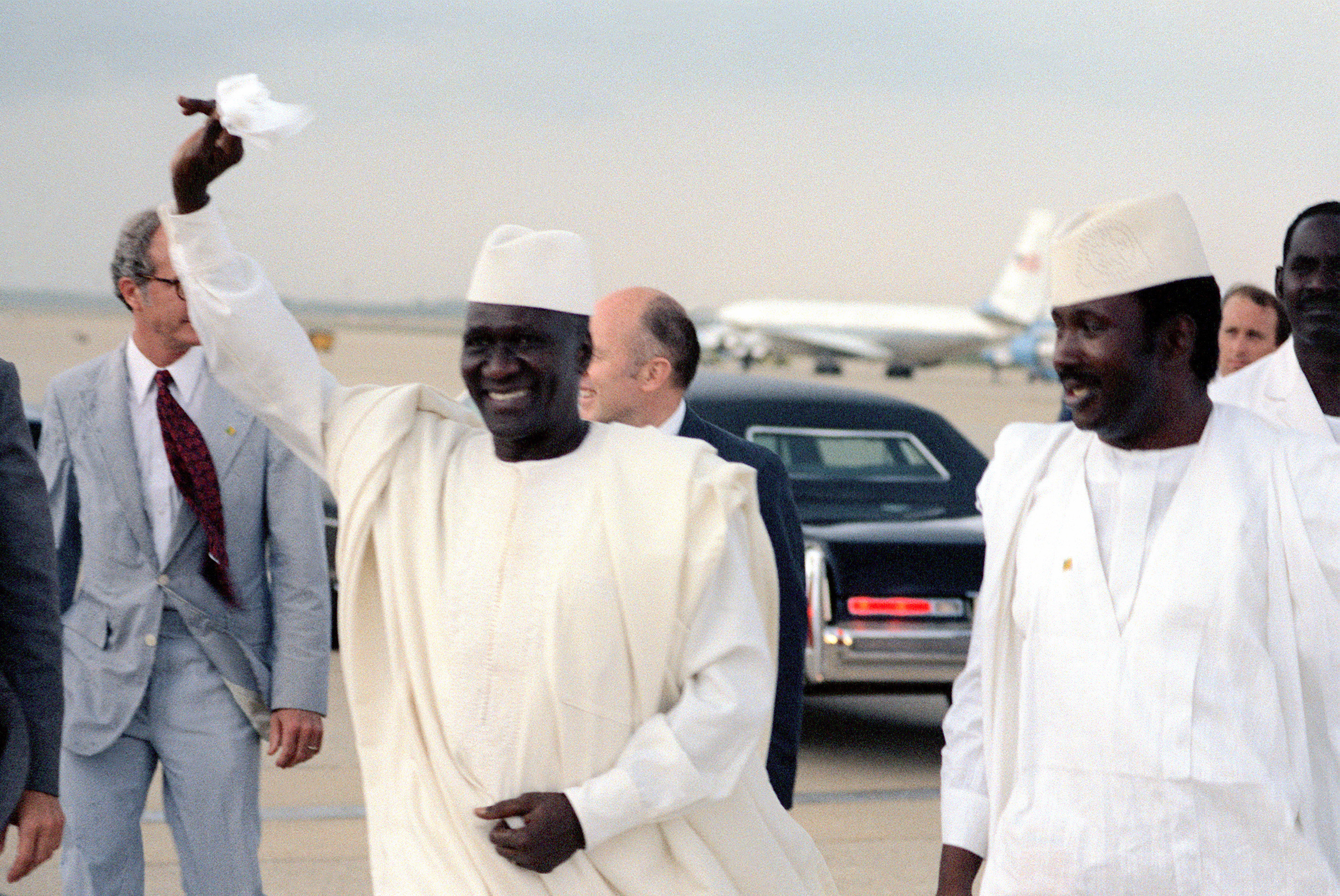
Ahmed Sékou Touré

Ahmed Sékou Touré (Faranah, 9 januari 1922 – Cleveland (Ohio), 26 maart 1984) was een Afrikaanse politieke leider en president van Guinee van 1958 tot zijn dood in 1984. Touré was een van de belangrijkste Guinese nationalisten die betrokken waren bij de onafhankelijkheid van Guinee van Frankrijk.

## Achtergrond en vroege carrière
Sékou Touré was de zoon van een islamitische boer uit de Malinke-stam maar kon zich wel beroepen op afstamming van keizer Almani Samori Touré, een opstandeling tegen het Franse gezag die in 1898 door de Fransen werd verslagen.
Sékou Touré bezocht de Koranschool en op 14-jarige leeftijd bezocht hij de Franse technische school te Conakry. In 1937 werd hij echter van school gestuurd maar wist uiteindelijk toch zijn opleiding te voltooien. In 1941 kreeg hij een baan bij de posterijen. Later werd hij voorzitter van de vakbond van de posterijenmedewerkers (UGTAN).
In 1946 werd Sékou Touré lid van de Rassemblement Démocratique Africain (RDA), de organisatie van West-Afrikaanse nationalisten die naar een West-Afrikaanse Federatie streefden. De RDA stond onder leiding van de Ivoriaanse politicus Félix Houphouët-Boigny.

## President van Guinee
In 1956 werd Sékou Touré namens de Parti Démocratique de Guinée-Rassemblement Démocratique Africain (PDG-RDA) burgemeester van Conakry en lid van de Nationale Vergadering te Parijs. In 1957 werd hij president van de regeringsraad van Guinee. Toen president Charles de Gaulle in 1958 referenda hield in de Franse overzeese gebiedsdelen over verregaande autonomie binnen de Franse Gemeenschap, riep Sékou Touré de bevolking van Guinee op om voor directe onafhankelijkheid van Guinee te stemmen. Het referendum in Guinee werd een groot succes voor Sékou Touré, want ruim 95% van de bevolking sprak zich uit voor directe onafhankelijkheid. Direct daarna werd Guinee een onafhankelijke republiek met Sékou Touré als eerste president. De PDG trad als partij uit de pro-Franse RDA van Houphouët-Boigny.
Omdat Guinee uit de Franse Gemeenschap trad, hoefde het land niet te rekenen op economische hulp van Frankrijk. Sékou Touré knoopte daarom nauwe betrekkingen aan met de Sovjet-Unie, Oostbloklanden en de Volksrepubliek China. Op het Afrikaanse continent ontving het land hulp van Ghana waar Sékou Touré's vriend Kwame N'krumah aan de macht was.

## Voorvechter van Afrikaanse eenheid
Samen met de Ghanese president N'krumah behoorde Sékou Touré tot de radicaalste leiders van Afrika die naar een Verenigd Afrika streefden. Begin jaren 60 vormden Guinee en Ghana een federatie. Deze federatie viel echter uiteen toen N'krumah in 1966 bij een staatsgreep werd afgezet. In 1967 trok Guinee zich terug uit de Organisatie van oeverstaten van de rivier de Sénégal, nadat er conflicten waren ontstaan tussen de verschillende lidstaten (Senegal, Ghana, Guinee, Mauritanië en Mali). In 1968 werd een nieuwe Unie van oeverstaten van de rivier de Sénégal opgericht (Senegal, Guinee, Mali en Mauritanië), doch deze viel in 1971 uiteen door een conflict tussen Sékou Touré en de Senegalese president Léopold Sédar Senghor.

## Dictatuur
In de jaren 60 en 70 voerde Sékou Touré een sterk marxistisch gekleurd beleid. Buitenlandse ondernemingen werden genationaliseerd en de planeconomie werd ingevoerd. Binnenlands tolereerde Sékou Touré geen enkele vorm van oppositie. Tegenstanders van zijn socialistisch regime belandden achter de tralies. In 1960 maakte hij van Guinee een eenpartijstaat met de PDG als enige partij. De binnenlandse oppositie werd de mond gesnoerd door de ontdekking en repressie van een reeks "complotten".
Bijzonder schadelijk voor Guinee was het aanpakken van het "lerarencomplot" van 1961. De lerarenvakbond werd geleid door een grote politieke tegenstander van Touré, Koumandian Keita. Het complot, dat door de Guinese politiek was "ontdekt" in september 1961, was een geldig excuus om alle leraren in Guinee te ontslaan. Touré liet vervolgens tientallen leraren opsluiten in concentratiekampen, zoals de beruchte Camp Boiro en Camp Camayenne. Koumandian Keita werd in hechtenis genomen en jarenlang gemarteld, onder meer met elektrische schokken. Hij bleef in leven nadat Amnesty International hem in 1965 uitriep tot politiek gevangene van het jaar. Eén jaar later werd hij in vrijheid gesteld. Koumandian had meer geluk dan honderden prominente politici, zakenlui en militairen, die tussen 1960 en 1984 onder ellendige omstandigheden stierven in Boiro en Camayenne.
In februari 1969 werd een complot tot staatsgreep verijdeld. Tegen dertien samenzweerders, waaronder de waarnemend stafchef van het leger en twee staatssecretarissen, werd in mei 1969 de doodstraf uitgesproken. Het regime beschuldigde Frankrijk, Mali en Ivoorkust van betrokkenheid bij dit complot.
De totalitaire dictatuur van Sékou Touré bleek onverwacht broos, toen het Portugese Salazarregime in 1970 besloot om de Guinese hoofdstad Conakry met een klein groepje huurlingen binnen te vallen vanwege de steun die Touré gaf aan de opstandelingen in het buurland Guinee Bissau, toen nog een Portugese kolonie. De chaotische inval van een klein groepje door Portugal getrainde en gesteunde Guinese ballingen drong ongehinderd door tot het presidentieel paleis, maar Touré wist op het nippertje het vege lijf te redden. Het jaar daarop werden meer dan honderd opstandelingen berecht. Van hen kregen 91 beklaagden (waaronder zeven oud-ministers) de doodstraf en 66 (waaronder aartsbisschop Raymond-Marie Tchidimbo) een levenslange gevangenisstraf.
In 1972 na interne zuiveringen werd de positie van de PDG versterkt. In 1978 herstelde Sékou Touré de betrekkingen met Frankrijk en werden de betrekkingen met de Verenigde Staten nauwer. In datzelfde jaar liberaliseerde hij de economie.
In 1979 riep Sékou Touré de Revolutionaire Volksrepubliek Guinee uit. Bij de verkiezingen van 1982 werd Sékou Touré met 99% van de stemmen als president herkozen. Door betrekkingen aan te knopen met Saoedi-Arabië kon hij met Arabisch geld de grootste moskee in sub-Saharaans Afrika laten bouwen, en zich opwerpen als beschermer van de islam. Twee jaar later stierf de president in de Amerikaanse stad Cleveland, Ohio tijdens een medische behandeling. Drie dagen na zijn begrafenis pleegde het leger een staatsgreep. Kolonel Lansana Conté nam de macht over.